# São João do Arraial
São João do Arraial är en kommun i Brasilien.   Den ligger i delstaten Piauí, i den östra delen av landet, 1 500 km norr om huvudstaden Brasília. Antalet invånare är 7 337.
Omgivningarna runt São João do Arraial är huvudsakligen savann. Runt São João do Arraial är det ganska glesbefolkat, med 32 invånare per kvadratkilometer.